# Moravské Bránice
Moravské Bránice (in tedesco Mährisch Branitz) è un comune della Repubblica Ceca facente parte del distretto di Brno-venkov, in Moravia Meridionale.